# Niels Schjøth
Niels Schjøth es un deportista danés que compitió en vela en la clase Europe. Ganó una medalla de plata en el Campeonato Mundial de Europe de 1986.

## Palmarés internacional
| Campeonato Mundial | Campeonato Mundial   | Campeonato Mundial | Campeonato Mundial |
| Año                | Lugar                | Medalla            | Clase              |
| ------------------ | -------------------- | ------------------ | ------------------ |
| 1986               | Helsinki (Finlandia) | Medalla de plata   | Europe             |